# Beridze
Beridze (georgiska: ბერიძე) är ett georgiskt efternamn. 2010 var efternamnet Georgiens vanligaste, med 24 962 bärare av namnet.